# Coppa Italia (fotboll)
Coppa Italia, känd som Coppa Italia Frecciarossa av sponsorskäl, är en fotbollscup för italienska klubblag. Den spelades första gången 1922. Därefter dröjde det till 1936 innan man började med årliga turneringar. På grund av andra världskriget avbröts allt fotbollsspel 1943/1944 och till skillnad mot Serie A som kom igång direkt efter krigets slut (säsongen 1945/1946), så återupptogs Coppa Italia först säsongen 1957/1958.
Vinnaren av cupen har en så kallad kokard på tröjorna under säsongen efter vinsten. Den är cirkelformad i den italienska trikolorens färger och kallas Coccarda Coppa Italia. Kokarden är införd efter modell från högsta serien, Serie A, där vinnaren får bära en vapensköld med italienska trikoloren på tröjan under nästkommande säsong.
Sex gånger har ett lag klarat av att vinna dubbeln (det vill säga både Serie A och cupen samma år): Juventus, både 1960 och 1995, Torino FC 1943, Napoli 1987, SS Lazio 2000 och Inter både 2006 och 2010.
Själva formatet för cupen har ofta ändrats, och säsongen 2007/2008 spelades cupen på ett delvis nytt sätt. Deltagande lag var numera bara lagen i Serie A och B. I det inledande cupspelet deltar samtliga lag i Serie B samt Genoa och Napoli, dvs 24 lag. Den första omgången i det inledande cupspelet spelas 15-19 augusti och den andra omgången den 29 augusti. Detta cupspelet omfattar bara en match mellan lagen så att 6 lag går vidare från det inledande cupspelet.
I nästa fas (det vill säga från och med åttondelsfinalerna) går de kvarvarande 18 lagen från Serie A in i cupspelet, där lagen möter varandra i två matcher (hemma-borta). Detsamma gäller de följande kvartsfinalerna och i semifinalerna. Finalen avgörs sedan i en match.
Det arrangeras också två andra Coppa Italia-turneringar för lag i lägre divisioner, en Coppa Italia Serie C och en Coppa Italia dilettanti (för lagen i Serie D)

## Lista över cupvinnare
Siffror inom parentes avser lagens dåvarande aktuella antal cupvinster.

- 1922  – Vado (1)
- 1935/36 – Torino (1)
- 1936/37 – Genoa (1)
- 1937/38 – Juventus (1)
- 1938/39 – Inter (1)
- 1939/40 – Fiorentina (1)
- 1940/41 – Venezia (1)
- 1941/42 – Juventus (2)
- 1942/43 – Torino (2)
- 1958  – Lazio (1)
- 1958/59 – Juventus (3)
- 1959/60 – Juventus (4)
- 1960/61 – Fiorentina (2)
- 1961/62 – Napoli (1)
- 1962/63 – Atalanta (1)
- 1963/64 – Roma (1)
- 1964/65 – Juventus (5)
- 1965/66 – Fiorentina (3)
- 1966/67 – AC Milan (1)
- 1967/68 – Torino (3)
- 1968/69 – Roma (2)
- 1969/70 – Bologna (1)
- 1970/71 – Torino (4)
- 1971/72 – AC Milan (2)
- 1972/73 – AC Milan (3)
- 1973/74 – Bologna (2)
- 1974/75 – Fiorentina (4)
- 1975/76 – Napoli (2)
- 1976/77 – AC Milan (4)
- 1977/78 – Inter (2)
- 1978/79 – Juventus (6)
- 1979/80 – Roma (3)
- 1980/81 – Roma (4)
- 1981/82 – Inter (3)
- 1982/83 – Juventus (7)
- 1983/84 – Roma (5)
- 1984/85 – Sampdoria (1)
- 1985/86 – Roma (6)
- 1986/87 – Napoli (3)
- 1987/88 – Sampdoria (2)
- 1988/89 – Sampdoria (3)
- 1989/90 – Juventus (8)
- 1990/91 – Roma (7)
- 1991/92 – Parma (1)
- 1992/93 – Torino (5)
- 1993/94 – Sampdoria (4)
- 1994/95 – Juventus (9)
- 1995/96 – Fiorentina (5)
- 1996/97 – Vicenza (1)
- 1997/98 – Lazio (2)
- 1998/99 – Parma (2)
- 1999/00 – Lazio (3)
- 2000/01 – Fiorentina (6)
- 2001/02 – Parma (3)
- 2002/03 – Milan (5)
- 2003/04 – Lazio (4)
- 2004/05 – Inter (4)
- 2005/06 – Inter (5)
- 2006/07 – Roma (8)
- 2007/08 – Roma (9)
- 2008/09 – Lazio (5)
- 2009/10 – Inter (6)
- 2010/11 – Inter (7)
- 2011/12 – Napoli (4)
- 2012/13 – Lazio (6)
- 2013/14 – Napoli (5)
- 2014/15 – Juventus (10)
- 2015/16 – Juventus (11)
- 2016/17 – Juventus (12)
- 2017/18 – Juventus (13)
- 2018/19 – Lazio (7)
- 2019/20 – Napoli (6)
- 2020/21 – Juventus (14)
- 2021/22 – Inter (8)
- 2022/23 – Inter (9)
- 2023/24 – Juventus (15)

### Vinster per klubb
| Klubb      | Vinster | År                                                                                       |
| ---------- | ------- | ---------------------------------------------------------------------------------------- |
| Juventus   | 15      | 1938, 1942, 1959, 1960, 1965, 1979, 1983, 1990, 1995, 2015, 2016, 2017, 2018, 2021, 2024 |
| Roma       | 9       | 1964, 1969, 1980, 1981, 1984, 1986, 1991, 2007, 2008                                     |
| Inter      | 9       | 1939, 1978, 1982, 2005, 2006, 2010, 2011, 2022, 2023                                     |
| Lazio      | 7       | 1958, 1998, 2000, 2004, 2009, 2013, 2019                                                 |
| Fiorentina | 6       | 1940, 1961, 1966, 1975, 1996, 2001                                                       |
| Napoli     | 6       | 1962, 1976, 1987, 2012, 2014, 2020                                                       |
| AC Milan   | 5       | 1967, 1972, 1973, 1977, 2003                                                             |
| Torino     | 5       | 1936, 1943, 1968, 1971, 1993                                                             |
| Sampdoria  | 4       | 1985, 1988, 1989, 1994                                                                   |
| Parma      | 3       | 1992, 1999, 2002                                                                         |
| Bologna    | 2       | 1970, 1974                                                                               |
| Atalanta   | 1       | 1963                                                                                     |
| Genoa      | 1       | 1937                                                                                     |
| Venezia    | 1       | 1941                                                                                     |
| Vado       | 1       | 1922                                                                                     |
| Vicenza    | 1       | 1997                                                                                     |